# フランシス・サージェント・オズグッド
フランシス・サージェント・オズグッド（Frances Sargent Osgood、旧姓ロック、1811年6月18日 - 1850年5月12日）は、アメリカ合衆国マサチューセッツ州出身の詩人であり、その存命中には最大級に人気のある女流著作家だった。「ファニー」というニックネームで呼ばれ、エドガー・アラン・ポーとロマンティックな詩を交わしたことでも知られている。

## 伝記

### 初期の経歴
フランシス・サージェント・ロック（以下ではフランシスと記す）は1811年6月18日に、マサチューセッツ州ボストンで生まれた。父は裕福なジョセフ・ロック、母はその2番目の妻メアリー・インガソル・フォスターだった。父の最初の妻マーサ・インガソルはメアリーの姉だった。メアリーはベンジャミン・フォスターの未亡人でもあり、二人の子供の母だった。その子供達、ウィリアム・ビンセント・フォスターとアンナ・マリア・ウェルズも詩を出版し、フランシスとも親しく付き合った。ジョセフとメアリーのロック夫妻には7人の子供が出来ており、その中にはやはり作家となったアンドリュー・アチソン・ロックがいた。
フランシスはマサチューセッツ州ヒンガムで育ち、若い女性として権威ある「若い淑女のためのボストン・ライシーアム」で学んだ。14歳のときに、リディア・マリア・チャイルドが編集する「ジュブナイル・ミセラニー」という隔月刊の子供詩の雑誌に、彼女の詩が初めて掲載された。

### 結婚

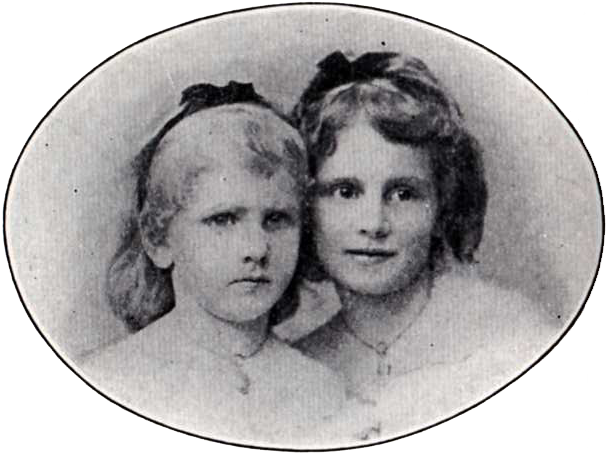
オズグッドの娘たち

1834年、フランシスは絵画から印象を受けて詩を作っている間に、ボストン・アセネウムで若い肖像画家のサミュエル・スティルマン・オズグッドと出逢った。オズグッドは彼女の肖像画を描かせてくれるよう依頼した。この二人は肖像画が出来上がる前に婚約し、1835年10月7日に結婚した。
夫妻は結婚後にイングランドに移転した。1836年7月15日、長女のエレン・フランシスが生まれた。まだイングランドに居た1838年、フランシスは詩集『ニューイングランドの花輪』を出版した。この中には5幕の詩劇『エルフリダ』も含まれていた。その後に別の詩集『運命の宝石箱』を出版した。
オズグッド一家はフランシスの父が死んだために、1839年にボストンに戻った。1839年7月21日に次女のメイ・ビンセントが生まれた後、ニューヨーク市に移転した。フランシスはニューヨーク市の文学界で人気者となり、多作な作家となった。その著作の多くが当時広く読まれていた文学雑誌に掲載された。「ケイト・キャロル」や「バイオレット・ベイン」という筆名で書くこともあった。その著作『花の詩と詩の花』は1841年に出版された。その他に出版されたものには、『ユキノハナ、子供達への新年の贈り物』（1842年）、『バラ、韻文のスケッチ』（同）、『カラバスのマーキス』（1844年）、『ニューヨークでの叫び』（1846年）などがあった。
フランシスは詩人としての人生には成功したが、私生活には苦しんだ。オズグッド夫妻は1843年までに別居していたと考えられている。

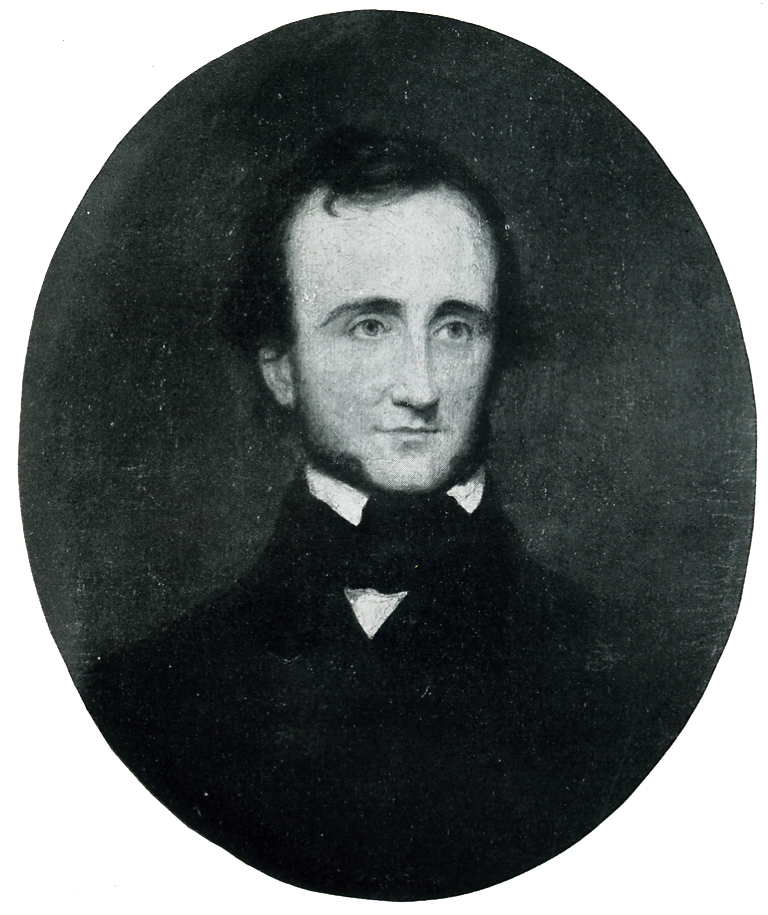
エドガー・アラン・ポーの肖像画、フランシスの夫サミュエル・スティルマン・オズグッド制作

### ポーとの関係
1845年2月、エドガー・アラン・ポーがニューヨーク市で講義を行い、その中でアメリカの詩、特にヘンリー・ワズワース・ロングフェローの詩を批判した。しかし、フランシスについては特別の言及を行い、彼女には文学における「バラ色の未来」があると言った。フランシスはその講義を聞いていなかったが、友人に宛てて手紙を書き、ポーは「当時として最も厳しい批評を行っている」と言い、その褒め言葉をさらに印象的なものにした。
ポーとフランシスは1845年3月にナサニエル・パーカー・ウィリスに紹介されたときに初めて出逢ったと考えられている。このときフランシスは夫と別居していたが、離婚はしていなかった。ポーの妻バージニア・エリザ・クレムも生きていたが、健康を害していた。ポーとフランシスは共にボストンで生まれて居り、おそらくフランシスの子供のような性格がバージニアのものに似ていたために、ポーはフランシスに惹きつけられた。フランシスは既に結核の初期段階にあった可能性があり、それはバージニアと同じだった。
1945年、ポーは雑誌「ブロードウェイ・ジャーナル」の3分の1所有者であり、その地位を使ってフランシスの詩を幾つか雑誌に掲載した。その中には『リバレットの夢』、『だからそのままに--』、『愛の返答』、『春』、『中傷』、『エコー・ソング』、『To--』、『難破』、『ジェラルディン嬢に』（全て1845年）など異性の気を引く詩があった。ポーも自身の詩を掲載することで応えた。その中には筆名エドガー・T・S・グレイで載せたものもあった。その中でも有名なのが、『バレンタイン』である。この詩は実際にはフランシスの名前を隠したなぞなぞであり、詩の1行目の最初の文字、2行目の2番目の文字と追っていくとフランシスという名前になった。このような感傷的な交換があったにも拘わらず、二人の関係は純粋にプラトニックなものだったと考えられることが多い。
ポーの妻バージニアは二人の関係を承認し、しばしばフランシスを彼らの家に来るよう招待した。バージニアは彼らの友情が夫に「縛り」の効果があると考えた。例えば、ポーはフランシスに印象を与えるためにアルコールを止め、またバージニアは自分が死につつあることを知っており、夫の面倒を見てくれる人を探していた可能性もある。フランシスの夫のサミュエルも反対せず、明らかに妻の衝動的な振る舞いに慣れてもいた。サミュエル自身も女たらしという評判があった。
仲間の詩人エリザベス・F・エレットはその感性をポーが軽蔑していた者だったが、ポーとフランシスの友情について噂を広め、不穏当とされるものについてバージニアに接触すらしていた。エレットはフランシスの3番目の子供であるファニー・フェイが、その夫との子ではなく、ポーとの子だと示唆すらしていた。ファニー・フェイは1846年6月に生まれたが、10月に死んだ。ポーの伝記作者ケネス・シルバーマンは、ポーがファニー・フェイの父親である可能性は、「有り得るがほとんどありそうにない」と言っている。フランシスは自分の社会的な評判を守ろうとして、マーガレット・フラーとアン・リンチをポーの所に送って、彼に送った私信を返却してもらい、破棄してくれるよう依頼した。1846年7月、フランシスの夫のサミュエルがエレットに、妻に詫びるよう要求した。名誉棄損で訴えないようにするためだった。エレットは文書で応え、その言い分を引っ込め、責める対象をポーとその妻のバージニアにした。フランシスとポーは1847年以後交際を止めた。
フランシスと文学的ないちゃつきがあったのはポーだけではなかった。数人の男が彼女に対する感情について文書にしており、その中のルーファス・ウィルモット・グリスウォルドに対しては、フランシスが詩集を献呈していた。自分の名前とグリスウォルドの名前を混ぜたバレンタインの詩も書いていた。フランシスに対するグリスウォルドとポーのさや当てはその悪名高い競争に繋がり、ポーの死後にグリスウォルドが人格攻撃をするということにまでなった。

### 死

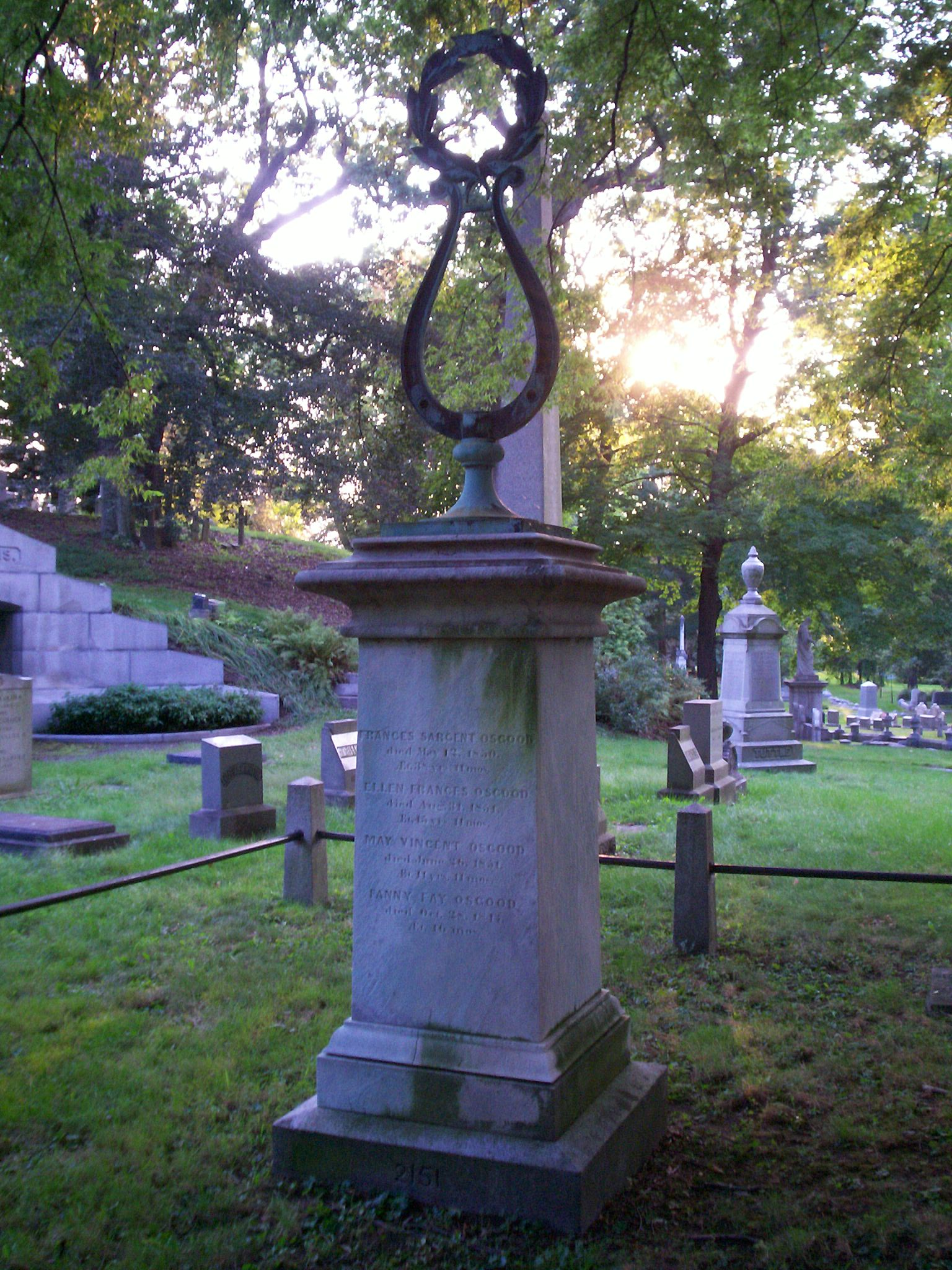
フランシス・サージェント・オズグッドとその家族の墓、マウントオーバーン墓地

フランシスとその夫は1846年に和解し、スキャンダルから逃げるために短期間フィラデルフィアに移動した。彼女は病気になっていたが、執筆は続けた。1847年までその病気故に自室に拘束されていた。娘たちは11歳と8歳になっており、この時期の詩の多くは、娘たちに対する関心を反映していた。画家である夫は絵で金を稼ぐことが難しく、1849年には彼女の元を離れて、カリフォルニア・ゴールドラッシュに向かった。夫が戻って来たのはフランシスが死ぬ直前のことだった。
フランシスは1850年、ニューヨークの自宅で、結核で死んだ。その時点までに話せなくなっていた。最後の言葉は「天使」であり、夫に宛てて石板に書かれたものだった。遺体はマサチューセッツ州ケンブリッジのマウントオーバーン墓地にあった両親の墓に埋葬された。1851年、フランシスが書き溜めたものを集めて友人が出版し、題は『備忘録、故フランシス・サージェント・ロック・オズグッド夫人の友人が執筆』とされた。1854年、同じものが『月桂樹の葉』として再版され、グリスウォルドの伝記的序文をつけて編集された。この本は彼女の記念碑を建てるための資金を集めるのが目的で発行された。しかし、ウィリスの妹で作家のファニー・ファーンは1854年までに、その著書『ファニーのポートフォリオからファーンの葉』で、その粗筋は気付かれないままであると言い、サミュエル・オズグッドを批判した。サミュエル・オズグッドは「ニューヨーク・イブニング・ポスト」紙上で、彼女の詩『手探りのライアーを一掃した手』にヒントを得て既に記念碑を設計しており、間もなく設置すると述べていた。
フランシスの2人の娘は母が死んだ翌年に死んだ。メイ・ビンセントが1851年6月26日、エレン・フランシスが8月31日に死んだ。

## 著書
フランシスは多作な作家であり、当時売れていた定期刊行物の大半に寄稿していた。1840年代半ばに最も賞賛されていた女流詩人の一人だった。その書き方は大変明け広げで私的なことを書いており、恥ずかしがり屋の性格であるにも拘わらず、他のものとの関係を論ずることが多かった。彼女の著作の多くの部分が愛の詩であるが、詩題をその母、姉妹、夫、数人の友人にも向けていた。子供達に向けて書かれた詩は感傷的なものではなく、文学史家エミリー・スタイプス・ワッツが書いているように、それらは「思想や感情を表現する素直な試みであり、それまでの女性の詩では十分に表現されていなかった」ものであり、子供たちの成長や福祉について心からの関心を表していた。
グリスウォルドは、彼女が「ほとんど会話の流暢さで」詩を作ったと言っていた。ポーは彼女の作品を照査して、彼女には「わが国でもイングランドでも、絶対的にライバルがいない、と思う」と記していた。「ゴディズ・レディズ・ブック」1846年9月号に掲載された詩集『ニューイングランドからの花輪』を見て、その著者は「深い感情と絶妙の感性を」示しており、彼女の作品は広く読まれるに値すると言っていた。

## 作品リスト

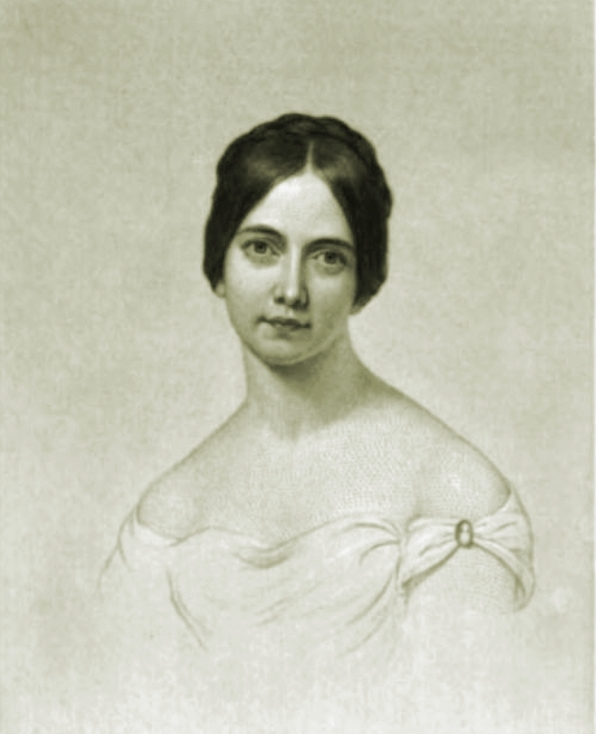
1850年発行の詩集に乗せられたフランシス・オズグッドの版画

- 『ニューイングランドからの花輪』（A Wreath of Flowers from New England、1838年）[2]
- 『運命の宝石箱』（The Casket of 、1839年）[2]
- 『花の詩と詩の花』（The Poetry of Flowers and the Flowers of Poetry、1841年）
- 『ユキノハナ、子供達への新年の贈り物』（The Snowdrop, a New Year Gift for Children、1842年）[7]
- 『バラ、韻文のスケッチ』（Rose, Sketches in Verse、1842年）[7]
- 『長靴の猫』（Puss in Boots、1842年）[7]
- 『カラバスのマーキス』（The Marquis of Carabas、1844年）[7]
- 『ニューヨークでの叫び』（Cries in New York、1846年）[7]
- 『備忘録、故フランシス・サージェント・ロック・オズグッド夫人の友人が執筆』（The Memorial, Written by Friends of the Late Mrs. Frances Sargent Locke Osgood、死後の1851年）[7]
- 『月桂樹の葉』（Laurel Leaves、死後の1854年）[7]